# 書志
書志，又名敘錄、書錄、解題、提要，有吋也稱書目（如四庫全書總目）、藏書志、讀書志、題跋記（或志）、訪書記（志）等。这其傳統中對一書作全面敘述的體例。

## 發展
書志初始於西漢劉向父子校中秘書，編纂敘錄上之。清代內廷所編四庫全書總目、天祿琳琅書目二目，始確立其體制。清中葉以后，私人藏書家所編藏書志多以二書，尤以天祿目，為藍本進行編纂。
至清末繆荃孫始訂有模式，使欲編纂者可按式填入。這种模式如下：
○○，○卷，○○藏書家（撰人上有籍貫或官銜需照原書卷首鈔寫），○○刊本（何時刊本需略具鑑別力）。
每半葉○行、行○字，白（或黑）口，單（或雙）邊，中縫魚尾下有○幾字，卷尾題○○（此記校刻人姓名或牌子）。
前有○幾年○○序，○幾年○○重刻序，後有○幾年○○跋。
○○字○○，○○人，○幾年進士，官至○○（撰人小傳可檢本書序跋或《四庫提要》節鈔）。
書為門人○○所編集（或子姪所編或自編），初刻於○年，此則○○據○○刻本重刻者。
○氏○齋舊藏，有○○印。
這種體例虽然稍具規模，但真正有比較完整體例的則是屈萬里在《國立中央圖書館善本編目規則》所敘。其第三章為書志章，列有規則卅四條。這種模式在國立中央圖書館館藏多所實踐，之後吳哲夫先生曾撰寫談善本書志一文，並在故宮館藏善本實踐。
自上世紀九十年代以來，沈津先生在哈佛燕京圖書館服務，撰寫善本書志，從而發展成「哈佛模式」，體例始為全備。

## 哈佛模式
哈佛模式之名，始見於嚴佐之教授在書目季刊評介沈津著美國哈佛大學哈佛燕京圖書館中文善本書志。沈津在後來在
有總結其所撰書志體例。先生在古籍書志及書志寫作一篇有說：
因此，《哈佛書志》是將書名、卷數、行款、板框、題名、序跋先作揭示，再著錄作者簡歷、各卷內容、撰著緣由及序跋、版本依據、全書特點，乃至諱字、刻工、寫工、繪工、印工、出版者、其他館藏、收藏鈐記等，盡可能地將這些信息一一記錄，供研究者參考利用。您知道，這些古籍善本流傳到今天，收藏在各個地方，有些善本北京有，但上海沒有，也有些是上海有而北京沒有，如果沒有類似《哈佛書志》的模式，那很多藏本的內涵就無法瞭解。